# Joaquim Borrell
Joaquim Borrell va nàixer a València (1956), on treballa de notari després d'haver exercit aquesta professió a Lleida durant molts anys.
Ha publicat les novel·les El bes de la nivaira (Premi Serra d'Or de novel·la juvenil 1991), L'esclava de blau (1992), La llàgrima d'Atenea (1994) i Sibil·la, la plebea que va regnar, que va obtenir el V Premi Nèstor Luján de Novel·la Històrica (2001).
En castellà ha publicat, entre d'altres, La esclava de azul (1992), El escribano del secreto (2000), La balada de la reina descalza (2000), La bahía del último aliento (2003), La liberación de Andrómeda (2004), Las hijas de la sal (2014), Dioses de La Palma (2014), totes de caràcter històric, a més del recull d'història esportiva Todos los hombres del murciélago (2000).